# Макгрегор (Міннесота)
Макгрегор (англ. McGregor) — місто (англ. city) в США, в окрузі Ейткін штату Міннесота. Населення — 384 особи (2020).

## Географія
Макгрегор розташований за координатами 46°36′29″ пн. ш. 93°18′22″ зх. д. / 46.60806° пн. ш. 93.30611° зх. д. (46.608158, -93.306247).  За даними Бюро перепису населення США в 2010 році місто мало площу 5,46 км², з яких 5,13 км² — суходіл та 0,33 км² — водойми.

## Демографія
Згідно з переписом 2010 року, у місті мешкала 391 особа в 180 домогосподарствах у складі 99 родин. Густота населення становила 72 особи/км².  Було 207 помешкань (38/км²).
Расовий склад населення:
| - 95,1 % — білих - 4,1 % — корінних американців - 0,3 % — чорних або афроамериканців |

До двох чи більше рас належало 0,3 %. Частка іспаномовних становила 0,5 % від усіх жителів.
За віковим діапазоном населення розподілялося таким чином: 23,0 % — особи молодші 18 років, 54,2 % — особи у віці 18—64 років, 22,8 % — особи у віці 65 років та старші. Медіана віку мешканця становила 43,3 року. На 100 осіб жіночої статі у місті припадало 87,1 чоловіків;  на 100 жінок у віці від 18 років та старших — 78,1 чоловіків також старших 18 років.
Середній дохід на одне домашнє господарство  становив 29 478 доларів США (медіана — 24 444), а середній дохід на одну сім'ю — 35 047 доларів (медіана — 28 750). За межею бідності перебувало 37,7 % осіб, у тому числі 45,4 % дітей у віці до 18 років та 1,2 % осіб у віці 65 років та старших.
Цивільне працевлаштоване населення становило 206 осіб. Основні галузі зайнятості: мистецтво, розваги та відпочинок — 29,6 %, освіта, охорона здоров'я та соціальна допомога — 21,4 %, виробництво — 13,1 %, будівництво — 8,7 %.